# Pontoglio
Pontoglio es una localidad y comune italiana de la provincia de Brescia, región de Lombardía, con 7.007 habitantes.

## Evolución demográfica
| Gráfica de evolución demográfica de Pontoglio entre 1861 y 2001 |
|                                                                 |
| Fuente ISTAT - elaboración gráfica de Wikipedia                 |